# Monopoli
Monopoli ist eine  italienische Gemeinde (comune) mit 47.857 Einwohnern (Stand 31. Dezember 2023) in der Region Apulien,  Metropolitanstadt Bari an der Adria, etwa 40 Kilometer vom Provinzhauptort Bari entfernt.

## Geschichte
Auf dem Boden Monopolis befand sich bereits ab Mitte des 2. Jahrtausends v. Chr. eine offenbar relativ große bronzezeitliche Siedlung, wie Funde in der Via Papacenere und bei der Piazza Palmieri belegen. Sie bestand  vom Proto-Appenninikum B (ca. 15. Jahrhundert v. Chr.) bis in die Endbronzezeit (11. Jahrhundert v. Chr.). Neben Resten von Gebäuden, Herdstellen und einheimischer Keramik wurden einige Fragmente von Gefäßen ägäischer Herkunft, darunter zwei Scherben Mykenischer Keramik entdeckt, die auf Handel mit Griechenland hinweisen. Der Name dieser Siedlung ist unbekannt.
Das Monopoli der klassischen Antike, ein kleines Dorf griechischer Gründung, war der Stadt Gnathia (Egnatia) unterstellt. Nach der Zerstörung von Gnathia durch den Ostgotenkönig Totila im Jahre 545 flüchteten dessen Einwohner nach Monopoli, das von da an seiner Bedeutung als „einzige Stadt“ (wörtliche Übersetzung des Namens der Stadt) gerecht wurde. In den folgenden Jahrhunderten wurde das Gebiet von Normannen, Byzantinern und Staufern, Spaniern, Habsburgern und Bourbonen beherrscht.

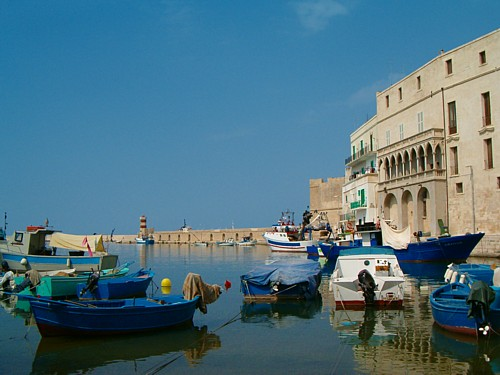
Der Hafen von Monopoli

Als die Stadt 1484 unter venezianische Kontrolle geriet, begann eine Periode des wirtschaftlichen Aufschwungs. Dies beruhte auf der Entwicklung des Hafens, dem einzigen sicheren Stützpunkt zwischen Bari und Brindisi, sowie auf dem Handel mit landwirtschaftlichen Produkten (Öl, Mandeln, Johannisbrot, Wein) aus dem Hinterland. 1530 wollten die venezianischen Herrscher Monopoli zu einer Baronie erheben. Dieses Ansinnen wurde von der lokalen Bevölkerung jedoch vereitelt, die sich mit 51.000 Golddukaten loskaufte.
Unter spanischer Herrschaft wurde Monopoli 1545 wieder freie Stadt, worauf in den nächsten Jahren die Stadtmauern erweitert und das alte Schloss von Heinrich VI. und Friedrich II. restauriert wurden. 1713 bis 1734 war der Ort habsburgisch und geriet dann unter die Herrschaft der Bourbonen. 1860 wurde Monopoli wie das Königreich beider Sizilien dem Königreich Italien angeschlossen.
Etwa einen Kilometer nordwestlich des Stadtzentrums befindet sich die Grotta della Mura. Ausgrabungen im Jahre 2006 ergaben eine Fülle von archäologischen Schichten. Die ältesten Funde stammen aus der mittleren Altsteinzeit. Bemerkenswert sind eine Kinderbestattung aus dem Jungpaläolithikum sowie Schmuckanhänger aus Knochen derselben Periode.

## Sehenswürdigkeiten

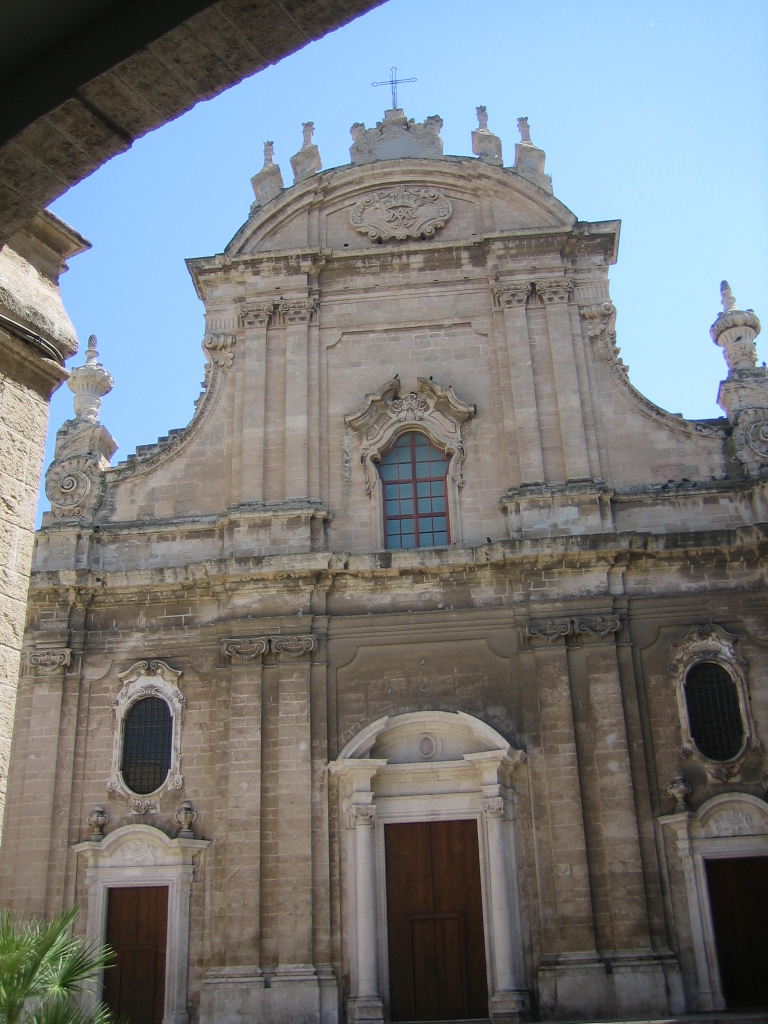
Kathedrale Maria Santissima della Madia (1742–72)
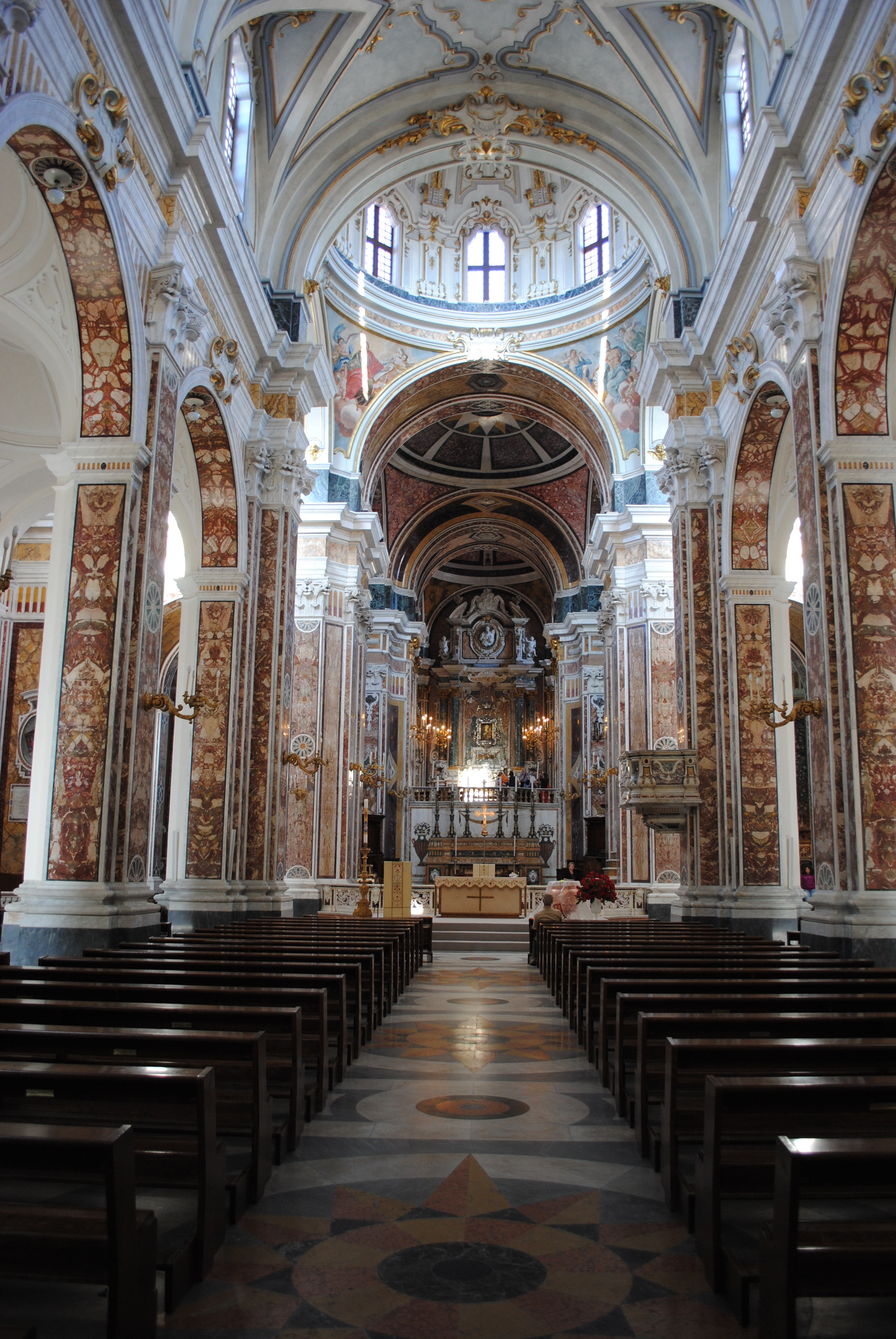
Kathedrale von innen
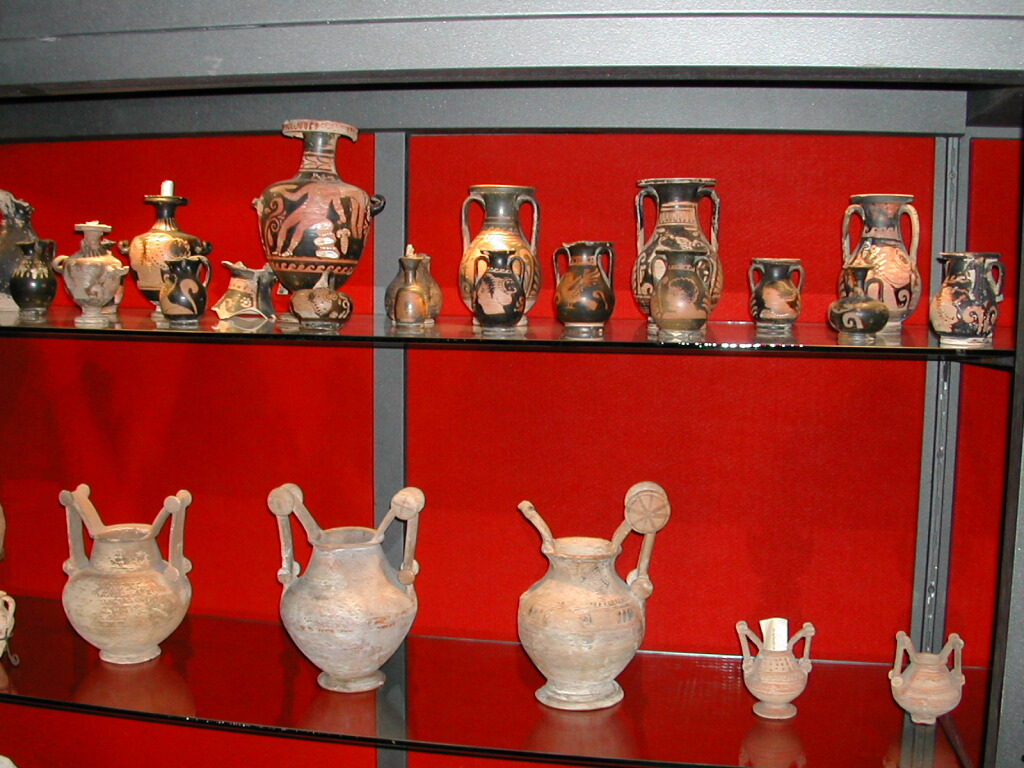
Archäologische Funde im Museum der Kathedrale
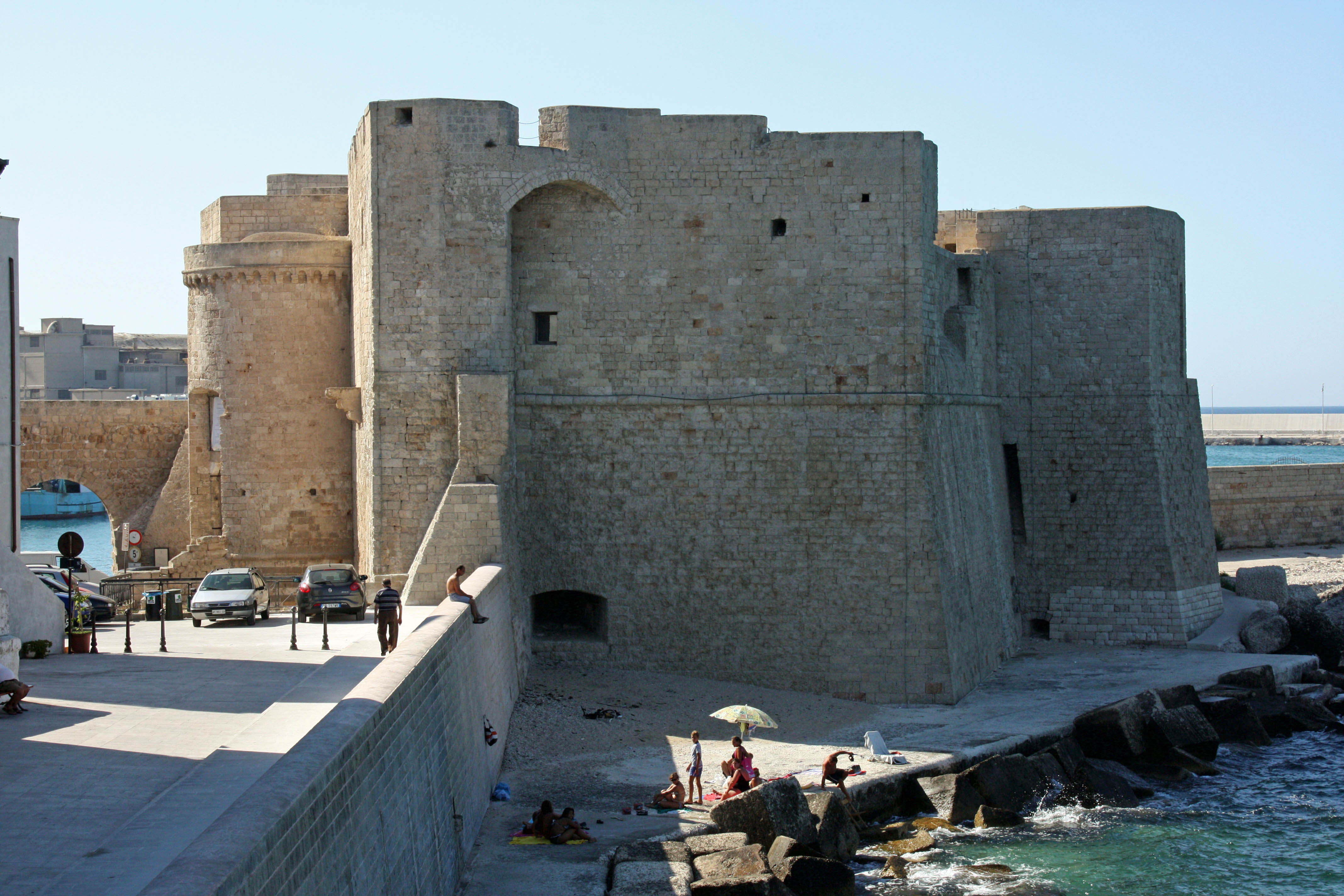
Castello von Kaiser Karl V. (1552)
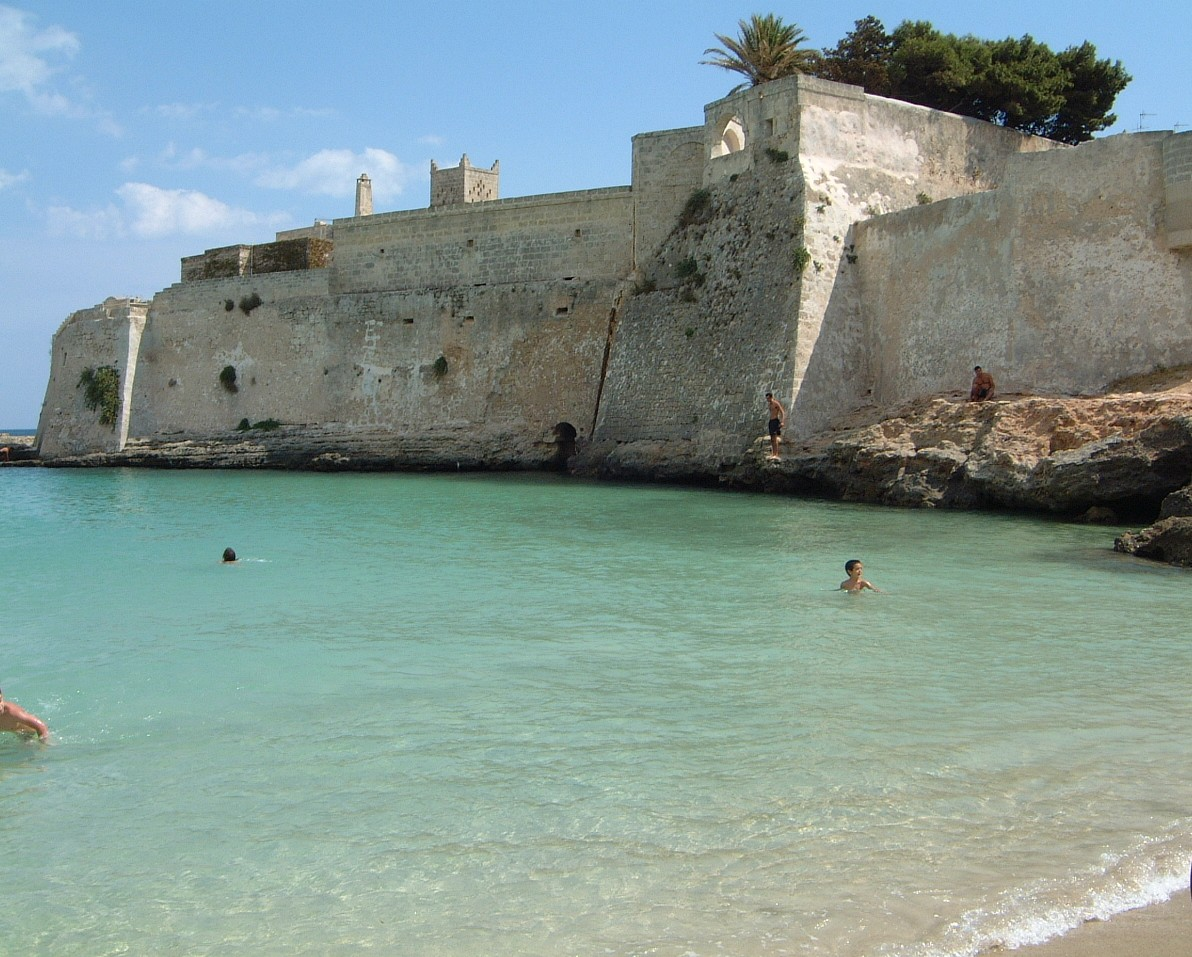
Castello di Santo Stefano
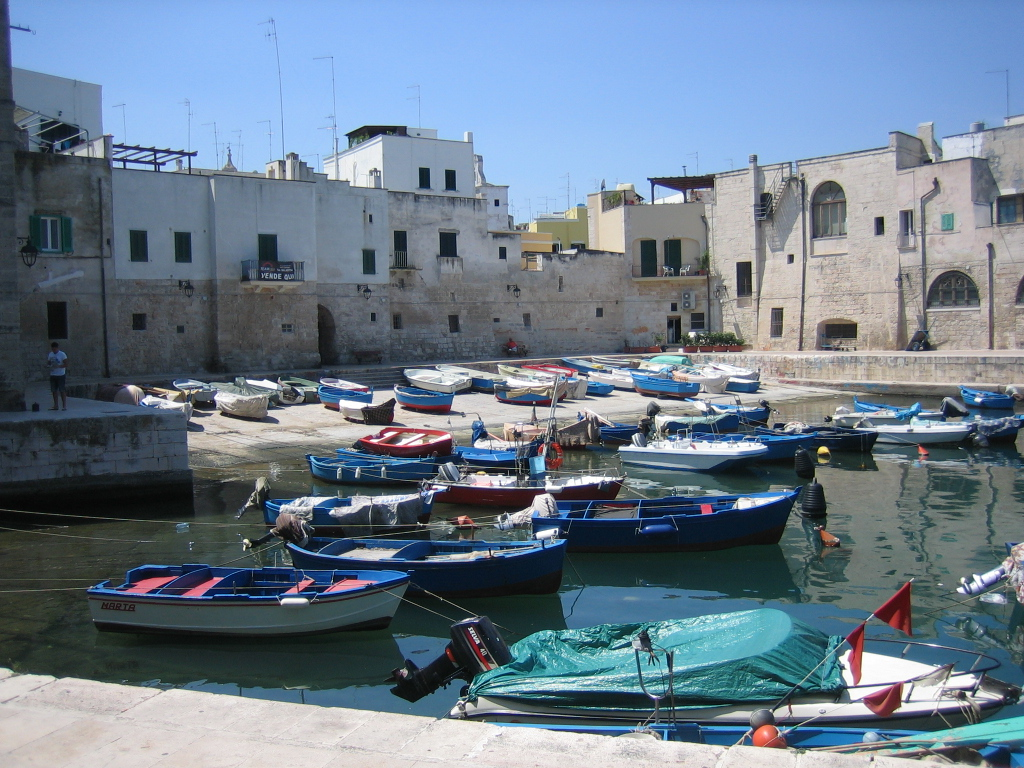
Blick auf den Hafen
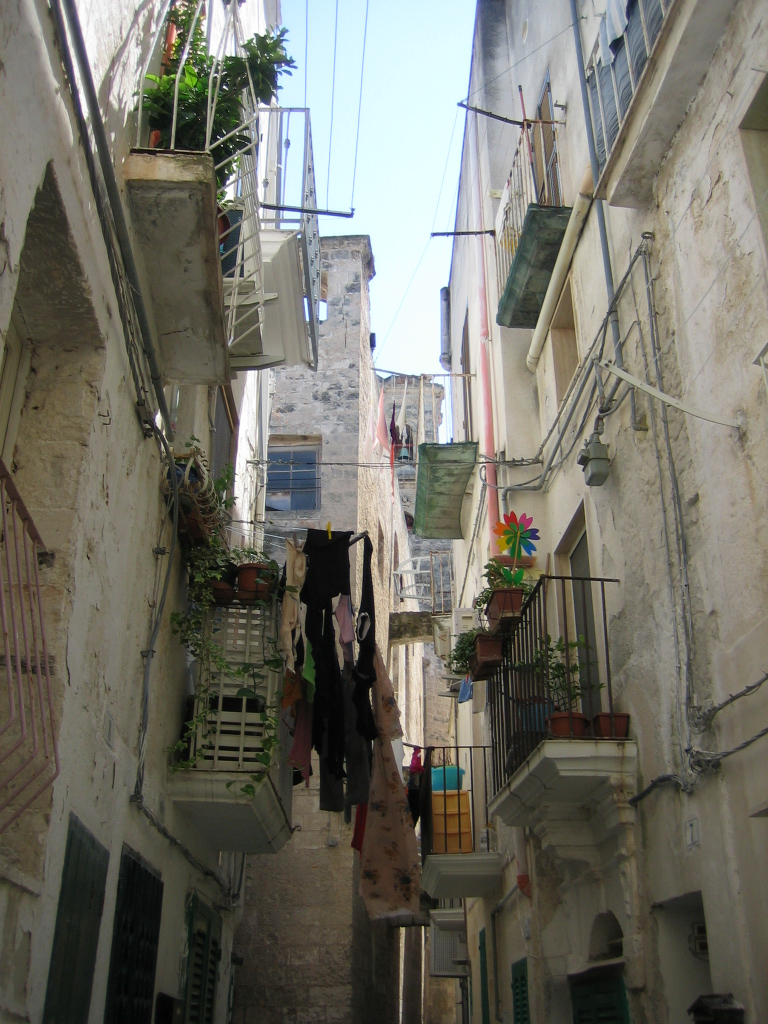
Gasse der Altstadt
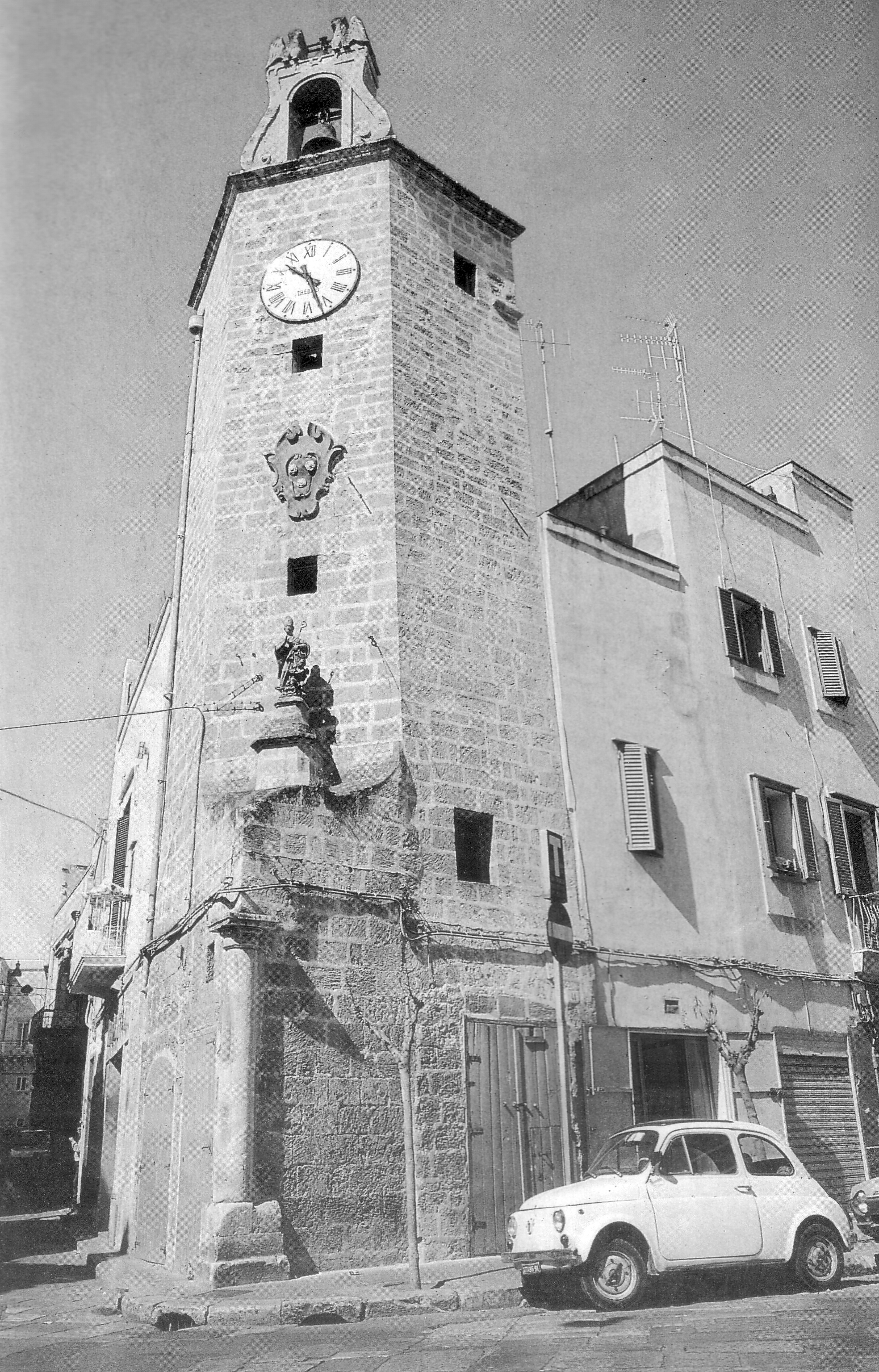
Alter Bürgerturm mit Uhr (um 1955)

## Persönlichkeiten
- Anselmo Marzato (1557–1607), Kardinal und Kapuziner

## Partnerstädte
- Monopoli ist seit 2007 Städtepartner von Lugoj in Rumänien.
- Seit 1982 besteht eine Städtepartnerschaft mit Lyss in der Schweiz.[4]